# Sinjaja tetrad
Sinjaja tetrad (russisk: Синяя тетрадь) er en sovjetisk spillefilm fra 1963 af Lev Kulidzjanov.

## Medvirkende
- Mikhail Kuznetsov som V.I. Lenin
- Mark Nikelberg som Zinovjev
- Nikolaj Lebedev som Nikolaj Aleksandrovitj Jemeljanov
- Aleksandr Palejev som Sverdlov
- Vasilij Livanov som Dzjerzjinskij